# Szymon Marciniak
Szymon Marciniak (Płock, Polònia, 1 de juliol de 1981) és un àrbitre de futbol polonès afiliat a la FIFA i la UEFA. Arbitra partits de l'Ekstraklasa, la primera divisió polonesa, i ha arbitrat partits de les màximes competicions internacionals de futbol.
Marciniak va començar la seva carrera professional el 2009 arbitrant partits de l'Ekstraklasa, la primera divisió polonesa. És membre del comitè d'àrbitres polonesos de la FIFA i de la UEFA des del 2011. Ha arbitrat partits de la Lliga Europa de la UEFA, de la Lliga de Campions de la UEFA, de l'Eurocopa i de la Copa del Món, entre altres.